# Jodi Winter
Jodi Winter (* 28. Juni 1976 in Sydney) ist eine ehemalige australische Ruderin.
Die 1,84 m große Jodi Winter belegte bei den (inoffiziellen) U23-Weltmeisterschaften 1996 den vierten Platz im Zweier ohne Steuerfrau, 1997 siegte sie mit dem Vierer ohne Steuerfrau. 1998 in Köln nahm sie erstmals an Weltmeisterschaften in der Erwachsenenklasse teil. Im Zweier ohne Steuerfrau belegte sie den siebten Platz, mit dem Achter erreichte sie als Vierte das Ziel. Im Jahr darauf erreichte Winter mit dem Achter den fünften Platz bei den Weltmeisterschaften 1999. Auch bei den Olympischen Spielen 2000 in ihrer Heimatstadt belegte sie mit dem Achter den fünften Platz. Im Jahr darauf gewann sie bei den Weltmeisterschaften in Luzern den Titel im Achter vor den Booten aus Rumänien und Deutschland. Bei den Weltmeisterschaften 2002 ruderten Kristina Larsen, Jodi Winter, Rebecca Sattin und Victoria Roberts aus dem Vorjahres-Achter auch im Vierer ohne Steuerfrau und siegten im Finale mit zwei Sekunden Vorsprung auf die Kanadierinnen. Alle Ruderinnen des Vierers saßen auch im Achter, der sich hinter dem US-Achter ein enges Rennen mit dem deutschen Boot lieferte. Im Ziel reichten den Australierinnen neun Hundertstelsekunden Vorsprung zum Gewinn der Silbermedaille. Bei den Weltmeisterschaften 2003 verpasste der australische Achter als Vierter die Medaillenplätze um anderthalb Sekunden. Im Finale der Olympischen Spiele 2004 lag der australische Achter bis 400 Meter vor dem Ziel auf dem dritten Rang, als eine Ruderin kollabierte; der australische Achter überquerte die Ziellinie mit zehn Sekunden Rückstand auf die fünftplatzierten Deutschen. 